# 幸野善之
幸野 善之（こうの よしゆき、5月21日 - ）は、日本の男性声優、ナレーター。東京都出身。青二プロダクション所属。

## 略歴
大阪芸術大学芸術学部舞台芸術学科卒業。同じ大学の後輩に滝下毅がいる。青二塾東京校第12期生。

## 人物
多数のアニメ、テレビ、舞台に出演している。
趣味は録画。写真の時はよく白目をむくことがある。
私服は赤い服が多い。

## 出演

### テレビアニメ
1992年
- キテレツ大百科（1992年 - 1996年、平氏、僧侶、学生〈おでん屋〉、馬子、秀次 他）

1993年
- GS美神（ドライバー）
- SLAM DUNK（佐々岡智〈四代目〉）
- バトルスピリッツ 龍虎の拳（部下）
- 美少女戦士セーラームーン（兵士）

1994年
- 蒼き伝説 シュート!（主審、選手、富士島南A、AD、湯川、係員、市原時男、不良B）
- キャプテン翼J（配達員）
- ツヨシしっかりしなさい（装業員）
- ドラゴンボールZ（ヤコン、猛血虎、部下B、戦士、男、大会役員、パイロット、アナウンサー）
- ママレード・ボーイ

1995年
- アニメ世界の童話（黄金虫、猿のボス）
- 空想科学世界ガリバーボーイ（男、レジスタンス男、レジスタンス、マッチョマン）
- ご近所物語（男の子）
- ロミオの青い空（パン屋の若者）

1996年
- ゲゲゲの鬼太郎（第4作）（1996年 - 1997年、救急隊員、男、ダイバーA、若者A、村人B、ドライバーA、刑事、ジョンブル猫、係員、アナウンサー、研究員、運転手、カッパ、パイロットA、勇夫、客A、マネージャー、村人B）
- 地獄先生ぬ〜べ〜（1996年 - 1997年、石川先生、小金井、楽聖、鏡の中の悪魔、肝狸、修二）
- ドラゴンボールGT（1996年 - 1997年、部下A、ヤコン、子分A） - 1シリーズ + 特別編

1998年
- センチメンタルジャーニー（クレープ屋店員）
- 春庭家の3人目（お父さん）
- Bビーダマン爆外伝（アナウンサーボン）
- 守護月天!（バギー）
- 遊☆戯☆王（司会者）

1999年
- GREGORY HORROR SHOW（カクタスガンマン、審判小僧研修生）
- Bビーダマン爆外伝V（ゆうびんやボン）
- 魔術士オーフェン Revenge（ロイヤル、親方）
- ONE PIECE（リッパー〈初代〉）

2000年
- 勝負師伝説 哲也（めし屋店主）

2001年
- 機動天使エンジェリックレイヤー（稲田修二、司会者）
- Z.O.E Dolores, i（社員）

2003年
- 犬夜叉（村人）

2004年
- GIRLSブラボー first season（実況）
- ちびまる子ちゃん（蚊男）
- のってけエクスプレッツ（ヤマビコ）

2006年
- お伽草子（相談者）
- コードギアス 反逆のルルーシュ（2006年 - 2008年、ギルバート・G・P・ギルフォード） - 2シリーズ
- 名探偵コナン（2006年 - 2021年、日沼一夫、八木橋生輔、水江申次、弁崎桐平、伊勢原祐二、川崎陽介）

2008年
- はたらキッズ マイハム組（場内アナウンサー）

2009年
- 川の光

2010年
- ダンス イン ザ ヴァンパイアバンド（番組ナレーター）

2011年
- デジモンクロスウォーズ（エテモン）

2012年
- エリアの騎士（市川コーチ）
- 戦国コレクション（神原）

2014年
- 暴れん坊力士!!松太郎（行司、三崎屋）
- ドラゴンボール改（ヤコン）

2019年
- パズドラ（2019年 - 2024年、八重洲口ブロッキィ、ブルーガー監督、宇野、鬼塚センキ）

2023年
- デジモンゴーストゲーム（ハンギョモン）
- 僕とロボコ（コウジ）

2024年
- 逃走中 グレートミッション（ファントムスパイダー）

### 劇場アニメ
1994年
- 劇場版美少女戦士セーラームーンS（報道陣）
- ストリートファイターII MOVIE（兵士A）
- ドラゴンボールZ 危険なふたり!超戦士はねむれない（村人B）
- ドラゴンボールZ 超戦士撃破!!勝つのはオレだ（科学者C）

1995年
- スラムダンク 湘北最大の危機! 燃えろ桜木花道（海老名嘉）
- スラムダンク 吠えろバスケットマン魂!! 花道と流川の熱き夏（富中部員）
- ドラゴンボールZ 龍拳爆発!!悟空がやらねば誰がやる（通信）
- はじまりの冒険者たち レジェンド・オブ・クリスタニア（ガーシュン）

1996年
- (超)劇場版! 地獄先生ぬ〜べ〜（修二）

1997年
- 劇場版 地獄先生ぬ〜べ〜 午前0時ぬ〜べ〜死す!（修二）
- 劇場版 地獄先生ぬ〜べ〜 恐怖の夏休み!! 妖し海の伝説!!（海難法師）

2003年
- 明日をつくった男 田辺朔郎と琵琶湖疏水

2013年
- 名探偵コナン 絶海の探偵（井上文忠）

2017年
- コードギアス 反逆のルルーシュ I - III（2017年 - 2018年、ギルバート・G・P・ギルフォード） - 3部作

2019年
- コードギアス 復活のルルーシュ（ギルバート・G・P・ギルフォード）

### OVA
- 機神兵団（1992年、通信兵）
- BE-BOP-HIGHSCHOOL（1995年、不良）
- 超人学園ゴウカイザー（1996年、ボールボーイ、十文字三郎 / ブライダー2号）
- レジェンド・オブ・クリスタニア（1996年、アルケノ、獣の牙男）
- 地獄先生ぬ〜べ〜 決戦!陽神の術vs壁男（1998年、壁男）
- メルティランサー The Animation（1999年、技師長）
- 機動新撰組 萌えよ剣（2003年、剣士）
- 大YAMATO零号（2004年、ワーゴ副帝）

### Webアニメ
- バキ（2020年、孫海王[25]）

### ゲーム
1994年
- ラングリッサーII（モーガン）
- ろくでなしBLUES 対決!東京四天王（鬼塚、葛西）

1995年
- 超人学園ゴウカイザー（マリオン、ボールボーイ）

1997年
- 地獄先生ぬ〜べ〜（赤マント）
- シルエットミラージュ（パラケス）
- NEWヤッターマン 難題かんだいヤジロベエ
- 毛利元就 誓いの三矢（毛利弘元）

1998年
- シャイニング・フォースIII シナリオ2・3（キャンベル、アーサー） - 2作品
- みつめてナイト（ビリー・パーストン）

1999年
- 闘神伝 昴（ルーク・キャッスル）
- 〜アートカミオン〜芸術伝（蛭子）

2000年
- ペルソナ2 罰（島津）

2001年
- 機動天使エンジェリックレイヤー みさきと夢の天使達（稲田修二、司会者）
- 真・三國無双2（2001年 - 2002年、張郃、孟獲） - 2作品

2003年
- 真・三國無双3（2003年 - 2004年、張郃、孟獲） - 3作品

2005年
- 三国志大戦（R司馬昭、旧R陳琳、UC劉虞）
- 真・三國無双4（張郃、孟獲） - 2作品

2006年
- テイルズ オブ デスティニー（バルック・ソングラム） - PlayStation 2版

2007年
- 真・三國無双5（2007年 - 2009年、張郃、孟獲） - 2作品
- 無双OROCHI（2007年 - 2009年、張郃、孟獲） - 3作品

2008年
- コードギアス 反逆のルルーシュ LOST COLORS（ギルバード・G・P・ギルフォード）

2010年
- 真・三國無双 MULTI RAID 2（張郃、孟獲）

2011年
- 真・三國無双6（2011年 - 2012年、張郃、孟獲） - 3作品
- 第2次スーパーロボット大戦Z 破界篇（ギルバード・G・P・ギルフォード）
- 無双OROCHI 2（張郃、孟獲）

2012年
- 真・三國無双 VS（孟獲）
- 龍が如く5 夢、叶えし者（日村）

2013年
- 真・三國無双7（2013年 - 2014年、張郃、孟獲） - 3作品

2015年
- 英雄伝説 空の軌跡 FC Evolution（マードック工房長）

2018年
- 真・三國無双8（2018年 - 2021年、張郃、孟獲） - 2作品

2019年
- スーパーロボット大戦DD（2019年 - 2022年、ギルバート・G・P・ギルフォード）

2020年
- ドラゴンボールZ カカロット（ヤコン）

2021年
- コードギアス Genesic Re;CODE（ギルバート・G・P・ギルフォード）

2022年
- コードギアス 反逆のルルーシュ ロストストーリーズ（2022年 - 2023年、ギルバート・G・P・ギルフォード）

2025年
- 真・三國無双 ORIGINS（張郃）

### ドラマCD
- かまいたちの夜（田中一郎）
- クロックタワーゴーストヘッド（剛本亘）
- ツインビーPARADISE（代条シンジ）
- テイルズ オブ デスティニー（バルック・ソングラム、シャイン・レンブラント）
- ドラマCD 天外飯店（男2）
- ときめきメモリアル2 オリジナルドラマCDシリーズ（山口巡査）
- パンツァーポリス1935（下士官）

### 吹き替え
- キリング・ゾーイ
- クルタ/夢大陸の子犬
- エネミー・フォース 限界空域

### テレビ番組
- 世界の果てまでイッテQ!（外国人吹き替え）
- 世界まる見え!テレビ特捜部（吹き替え）
- 笑っていいとも!（ミスターマッスルの声）
- 笑ってはいけないシリーズ（笑福亭笑瓶の呼び声で使われる「ショウヘイヘーイ！」のサンプリングボイスの声）

### 特撮
- ブースカ! ブースカ!!（1999年、UFOの声、電話の声）
- スーパー戦隊シリーズ
  - 未来戦隊タイムレンジャー（2000年、ハッカー・ユーゲントの声）
  - 特命戦隊ゴーバスターズ（2012年、ドームロイドの声）

### 映画
- 踊る大捜査線 THE MOVIE

### ラジオ
- オレたちヒーロー（ティーチャーマッスルの声）

### ラジオドラマ
- エメラルドドラゴン（ゴーレム）
- タイム・リープ あしたはきのう（中田）

### ナレーション
- ザ・ワイド
- すぽると!
- どハッスル!!
- 夫婦交換バラエティー ラブちぇん
- 得するテレビ
- ミュージャック
- ダウンタウンのガキの使いやあらへんで!!
- 黄昏☆びんびん物語

### その他コンテンツ
- ファイティング・オペラ ハッスル（リングアナ）
- PRIDE武士道シリーズ（リングアナ）

### シリーズ一覧
1. ↑  テレビシリーズ（1996年 - 1997年）、特別編『ドラゴンボールGT 悟空外伝!勇気の証しは四星球』（1997年3月26日）
2. ↑  第1期（2006年 - 2007年）、第2期『R2』（2008年）
3. ↑  『真・三國無双2』（2001年）、『猛将伝』（2002年）、『Empires』（2004年）
4. ↑  『真・三國無双3』（2003年）、『猛将伝』（2003年）、『Empires』（2004年）
5. ↑  『真・三國無双4』（2005年）、『猛将伝』（2005年）
6. ↑  『真・三國無双5』（2007年）、『Empires』（2009年）
7. ↑  『無双OROCHI』（2007年）、『魔王再臨』（2008年）、『Z』（2009年）
8. ↑  『真・三國無双6』（2011年）、『猛将伝』（2011年）、『Empires』（2012年）
9. ↑  『真・三國無双7』（2013年）、『猛将伝』（2013年）、『Empires』（2014年）
10. ↑  『真・三國無双8』（2018年）、『Empires』（2021年）